# Thinocorus
a là một chi chim trong họ Thinocoridae.